# Ricordea
Ricordea är ett släkte av koralldjur. Ricordea ingår i familjen Ricordiidae.
Ricordea är enda släktet i familjen Ricordiidae.
Kladogram enligt Catalogue of Life:
| Ricordea | \| \| Ricordea florida \| \| \| \| \| \| Ricordea yuma \| \| \| \| |
|          | \| \| Ricordea florida \| \| \| \| \| \| Ricordea yuma \| \| \| \| |
|          | Ricordea florida                                                   |
|          |                                                                    |
|          | Ricordea yuma                                                      |
|          |                                                                    |